# Bristol Type 173
El Bristol Type 173 fue un helicóptero de transporte británico, bimotor y con rotor en tándem, construido por la Bristol Aeroplane Company. Fue diseñado por Raoul Hafner como helicóptero de transporte civil, pero despertó el interés de los militares. No entró en producción, pero se desarrolló hasta convertirse en el Bristol Belvedere, que fue operado por la Real Fuerza Aérea entre 1961 y 1969.

## Diseño y desarrollo

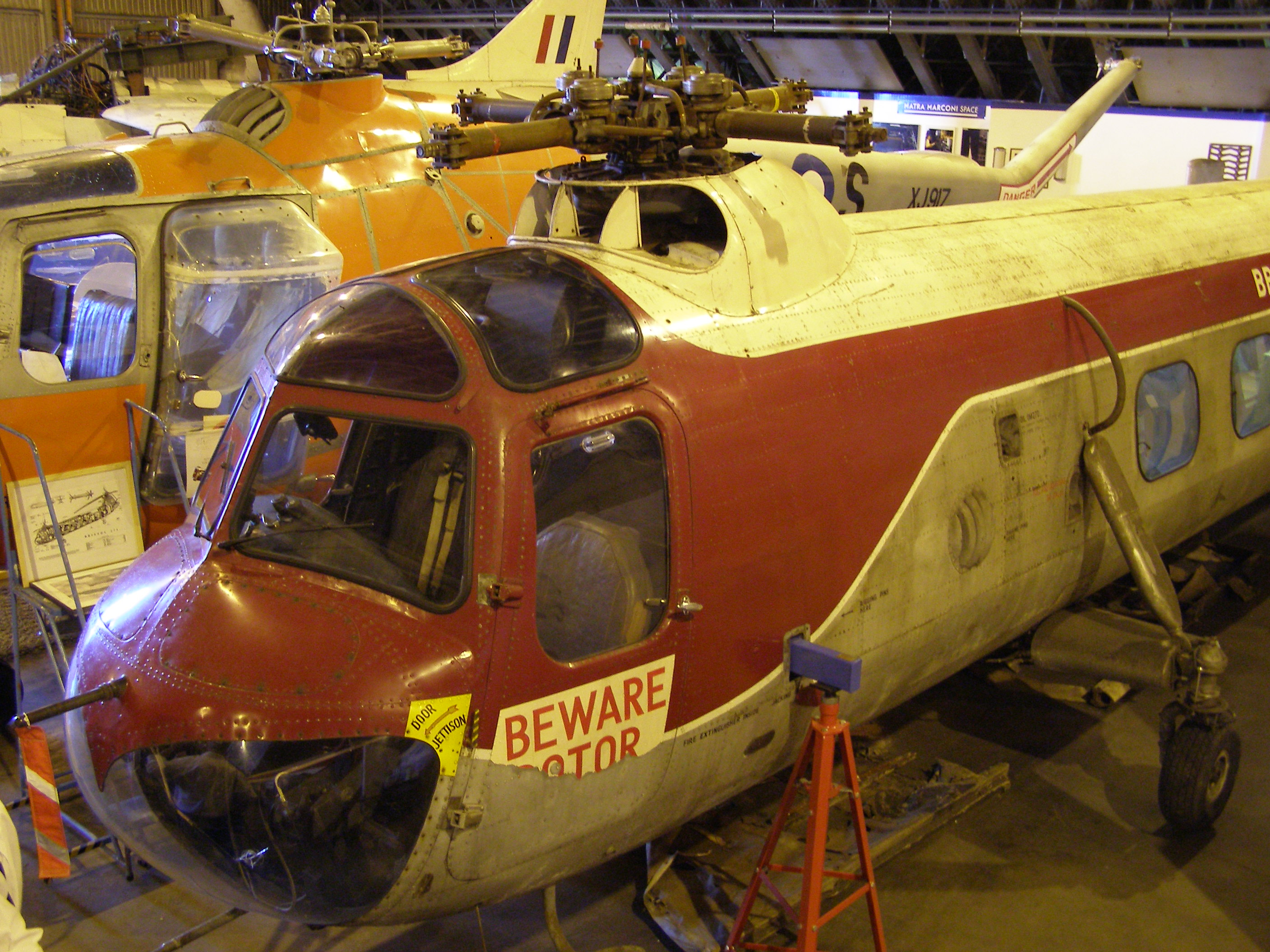
El primer prototipo del Bristol 173 de la Bristol Aero Collection en el aeródromo de Kemble en 2006.

El Type 173 fue un desarrollo de rotor en tándem del anterior helicóptero de un solo rotor Type 171 Sycamore. Se utilizaron dos motores Leonides Major y dos rotores de Sycamore con un nuevo fuselaje. Las cajas de engranajes del rotor estaban conectadas por un eje que permitía que un motor propulsara ambos rotores si uno de ellos fallaba.
El primer Type 173 Mk 1, matriculado G-ALBN, realizó su primer vuelo estacionario el 3 de enero de 1952, pero tendía a volar hacia atrás. Después de aterrizar tras un segundo vuelo estacionario, se desarrolló una resonancia terrestre. Las modificaciones realizadas a la aeronave para corregir estas deficiencias retrasaron el primer vuelo no estacionario, que tuvo lugar el 24 de agosto de 1952.
Durante 1953 fue evaluado por la Real Fuerza Aérea (utilizando la matrícula XF785) y también realizó pruebas navales para la Marina Real en el portaaviones HMS Eagle. Para superar la resonancia en el fuselaje se le instalaron posteriormente rotores de cuatro palas.
El segundo Type 173 fue designado Type 173 Mk 2 y se le asignó la matrícula militar XH379, y tenía un tren de aterrizaje revisado, con ruedas delanteras giratorias y ruedas traseras fijas. También fue equipado con pequeñas alas embrionarias en la parte delantera y trasera para mejorar la velocidad de crucero, que se retiraron después de algunos vuelos, cuando el helicóptero se utilizó para realizar pruebas navales, y se agregó un plano de cola horizontal. Como resultado de las pruebas, la Marina Real mostró interés en encargar el modelo para realizar tareas en portaaviones.
En agosto de 1956, el segundo prototipo fue arrendado a British European Airways para su evaluación. El ejemplar Mk 2 resultó destruido en un accidente durante una exhibición aérea en Filton en septiembre de 1956. El helicóptero se estrelló contra el suelo de morro, mientras hacía la transición del vuelo estacionario al vuelo horizontal. La tripulación salió ilesa, pero la aeronave fue dada de baja. Después del accidente, se rescató el plano de cola del Mk 2 y se instaló en el Mk 1 para investigar la mejor configuración para la estabilidad. Los prototipos Mk 1 y Mk 2 fueron equipados con dos motores Alvis Leonides 73 de 9 cilindros, cada uno con una potencia nominal de 410 kW (550 hp).
La compañía recibió un contrato por tres helicópteros de evaluación del Ministerio de Abastecimiento, estos mejorados Type 173 Mk 3 tenían rotores de cuatro palas, un pilón de popa más alto para mejorar la eficiencia en aire racheado, fuselajes reforzados y estaban propulsados por un motor de 14 cilindros Alvis Leonides Major de 850 hp. Debían ser utilizados para evaluación por la Real Fuerza Aérea y la Marina Real, que habían emitido especificaciones en 1953 por helicópteros en tándem.
El requerimiento de la Marina Real (Especificación HR.146) era por una aeronave con motor Leonides Major para un helicóptero embarcado para realizar tareas antisubmarinas, de rescate y de transporte. La Especificación HR.149 era por una aeronave similar para la Marina Real Canadiense. La Real Fuerza Aérea emitió la especificación H.150 por un helicóptero de transporte de propósitos generales con capacidad para levantar cargas externas voluminosas.
Bristol produjo tres diseños: el Type 191 para cubrir con los requisitos de la Marina Real, el Type 192 para la Real Fuerza Aérea y el Type 193, que se construiría en Canadá para la Marina Real Canadiense. En abril de 1956 se realizaron encargos por 94 helicópteros de los tres tipos, los prototipos con motores Leonides Major y los de producción, con turboejes Napier Gazelle.
El tercer Type 173 realizó su primer vuelo estacionario el 9 de noviembre de 1956, pero los vuelos posteriores se detuvieron cuando se experimentaron sobrecalentamiento del motor y fallos en la transmisión durante las pruebas en tierra. Aunque estos problemas no fueron graves, el Almirantazgo los utilizó como parte del caso para cancelar el pedido naval británico y realizar un pedido alternativo de  la variante construida por Westland del Sikorsky S-58 estadounidense.
Poco después, Canadá canceló el Type 193 en un esfuerzo por ahorrar dinero. La empresa se concentró en el Type 192 con motor Gazelle para la Real Fuerza Aérea, y los dos primeros Type 191 cancelados se utilizaron como plataformas de pruebas terrestres del Gazelle, mientras que el tercero se utilizó como plataforma de control de fatiga. El pedido original de la Real Fuerza Aérea de 22 aviones se aumentó a 26, y el primer Type 192 (que más tarde recibió el nombre de servicio Belvedere) voló el 5 de julio de 1958.

## Variantes
Type 173 Mk 1
Primer prototipo.
Type 173 Mk 2
Segundo prototipo.
Type 173 Mk 3
Tres prototipos más para evaluación militar con rotores de cuatro palas.
Type 191
Versión naval proyectada. Nunca voló; los dos primeros aviones se utilizaron como plataformas de pruebas terrestres del Gazelle para el Type 192.
Type 192
Helicóptero de transporte militar de la Real Fuerza Aérea, llamado Belvedere.
Type 193
Variante del Type 191 para la Marina Real Canadiense, no construida.

## Operadores
Reino Unido
- British European Airways: para evaluación.
- Real Fuerza Aérea: para evaluación.
- Marina Real. para evaluación.

## Aeronaves en exhibición
El prototipo del Type 173, XF785, estuvo almacenado en el Museo de la RAF de Cosford hasta 2002, cuando fue trasladado a Kemble para su exhibición en la Bristol Aero Collection, hasta que ese sitio cerró en mayo de 2012. Posteriormente se trasladó al Aerospace Bristol.

## Especificaciones (Type 173 Mk 2)
Referencia datos: Bristol Aircraft since 1910.

### Características generales
- Tripulación: Dos
- Capacidad: 13 pasajeros
- Longitud: 16,8 m (55,2 ft)
- Diámetro rotor principal: 14,8 m (48,6 ft)
- Altura: 4,6 m (15 ft)
- Peso vacío: 3547 kg (7817,6 lb)
- Peso cargado: 4990 kg (10 998 lb)
- Planta motriz: 2× motor radial de 14 cilindros refrigerado por aire Alvis Leonides Major.
  - Potencia: 410 kW (565 HP; 558 CV) cada uno.

### Rendimiento
- Velocidad crucero (Vc): 184 km/h (114 MPH; 99 kt) [1]
- Alcance: 298 km (161 nmi; 185 mi)

## Aeronaves relacionadas

### Secuencias de designación
- Secuencia Numérica (interna de Bristol): ← 170 - 171 - 172 - 173 - 174 - 175 - 176 →